# 시효원용권
시효원용권이란 채무자가 소멸시효가 완성되었음을 이유로 채무이행을 거절하는 것을 말하는 대한민국 민법의 개념이다.

## 학설의 대립
소멸시효 완성에 대해 두가지 학설이 대립하고 있는데 하나는 절대적 소멸설이고 또하나는 상대적 소멸설이다. 절대적 소멸설은 소멸시효가 완성한 경우 채권 채무관계가 완전히 소멸한다고 하는 반면, 상대적 소멸설은 채권 채무는 소멸하지 않지만 채무자가 소멸시효가 완성하였음을 주장하여 채무이행을 거절할 수 있다고 한다. 시효원용권은 상대적 소멸설에 따라 소멸시효가 완성한 경우에도 채권자는 채무자에게 채무의 이행을 청구하는 것이 가능하지만 채무자는 '시효원용권'을 행사하여 그 이행을 거절할 수 있다고 본다.